# Slunj
Slunj (prononcé [ˈsluɲ]) est une ville et une municipalité du comitat de Karlovac, en Croatie. Au recensement de 2001, la municipalité comptait 6 096 habitants, dont 87,02 % de Croates et la ville seule comptait 1 776 habitants.
Slunj est située sur l'importante route nord-sud entre Karlovac et le parc national des lacs de Plitvice, au confluent des rivières Korana et Slunjčica. Elle est le centre de la région du Kordun.

## Histoire

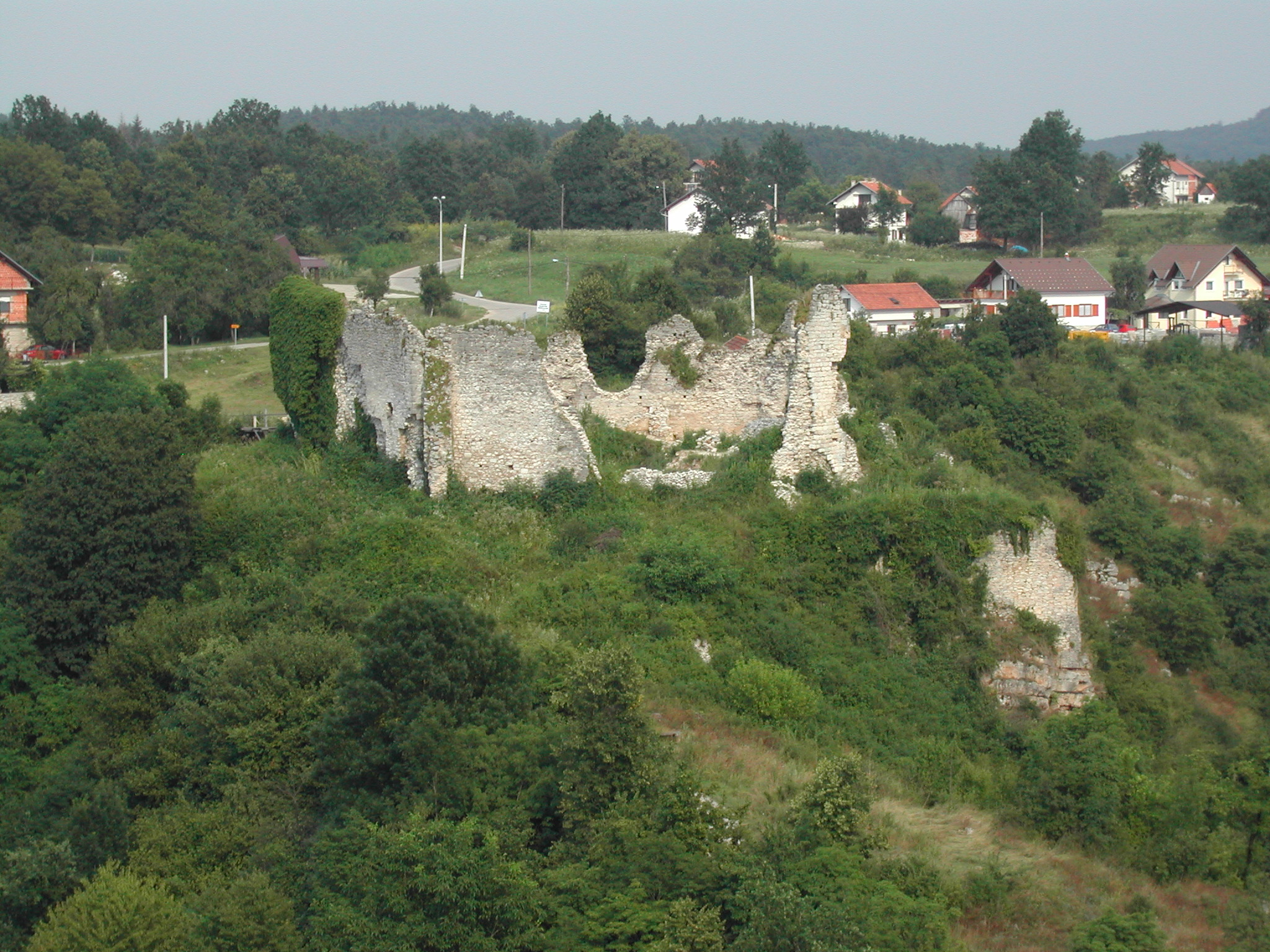
Anciennes fortifications des Frankopans

Slunj est connue en allemand comme Sluin et en hongrois comme Szluin.
Mentionnée pour la première fois au XIIe siècle, Slunj fut fortifiée par la famille des Frankopan durant les guerres contre les Ottomans. La ville se développa autour du vieux fort, propriété de la famille depuis le XVe siècle, et d'un monastère de Franciscains. Au XVIe siècle, la ville fut ravagée par les guerres ottomanes et devint un fort au sein des confins militaires : les Turcs y furent battus en 1584. La ville fut relevée vers la fin du XVIIe siècle.
Sous la domination des Habsbourg depuis le XVIe siècle, au sein de l'empire d'Autriche, elle fait partie de la Cisleithanie après le compromis de 1867 entre Hongrois et Autrichiens.
Slunj est célèbre pour une petite cascade et un moulin du XVIIIe siècle bien conservé, dans la partie basse de la ville, Rastoke. Les Chutes de Slunj (Die Wasserfälle von Slunj) est le titre d'un roman de l'écrivain autrichien Heimito von Doderer qui se passe en partie à cet endroit.

## Démographie
L’ensemble de la municipalité compte 6 090 habitants. La population de Slunj est Croate à 87 %, suivie de 9,4 % de Serbes, ainsi que des Bosniaques et d'autres groupes ethniques. D'après le recensement austro-hongrois de 1910, 46,7 % de la population était croate et 53,3 %, serbes.[réf. nécessaire]

## Tourisme
Slunj obtient en 2023 le label Meilleurs villages touristiques de l'Organisation mondiale du tourisme.

## Sport

### Football
Malgré sa petite taille, Slunj a de nombreux clubs de sport, notamment les clubs de football FC Slunj et MNK Drenak. Il y a deux stades à Slunj : le stade municipal (Gradsko Igralište) et Zubac, terrain du FC Slunj.

## Folklore
Le dernier jour de la fête patronale de Slunj (Dani Grada Slunja), des jeux ouverts aux habitants sont organisés dans la rivière Korana : natation, plongée, sauts. Slunj possède également un groupe de majorettes.

## Personnes célèbres
- Milan Neralić - escrimeur

## Galerie

chutes d'eau de Rastoke
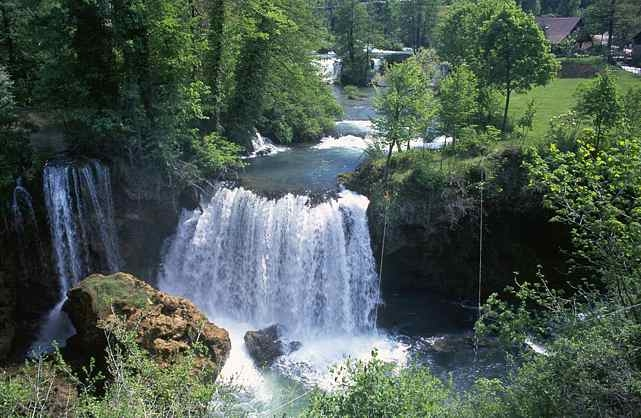
Chutes d’eau de Rastoke
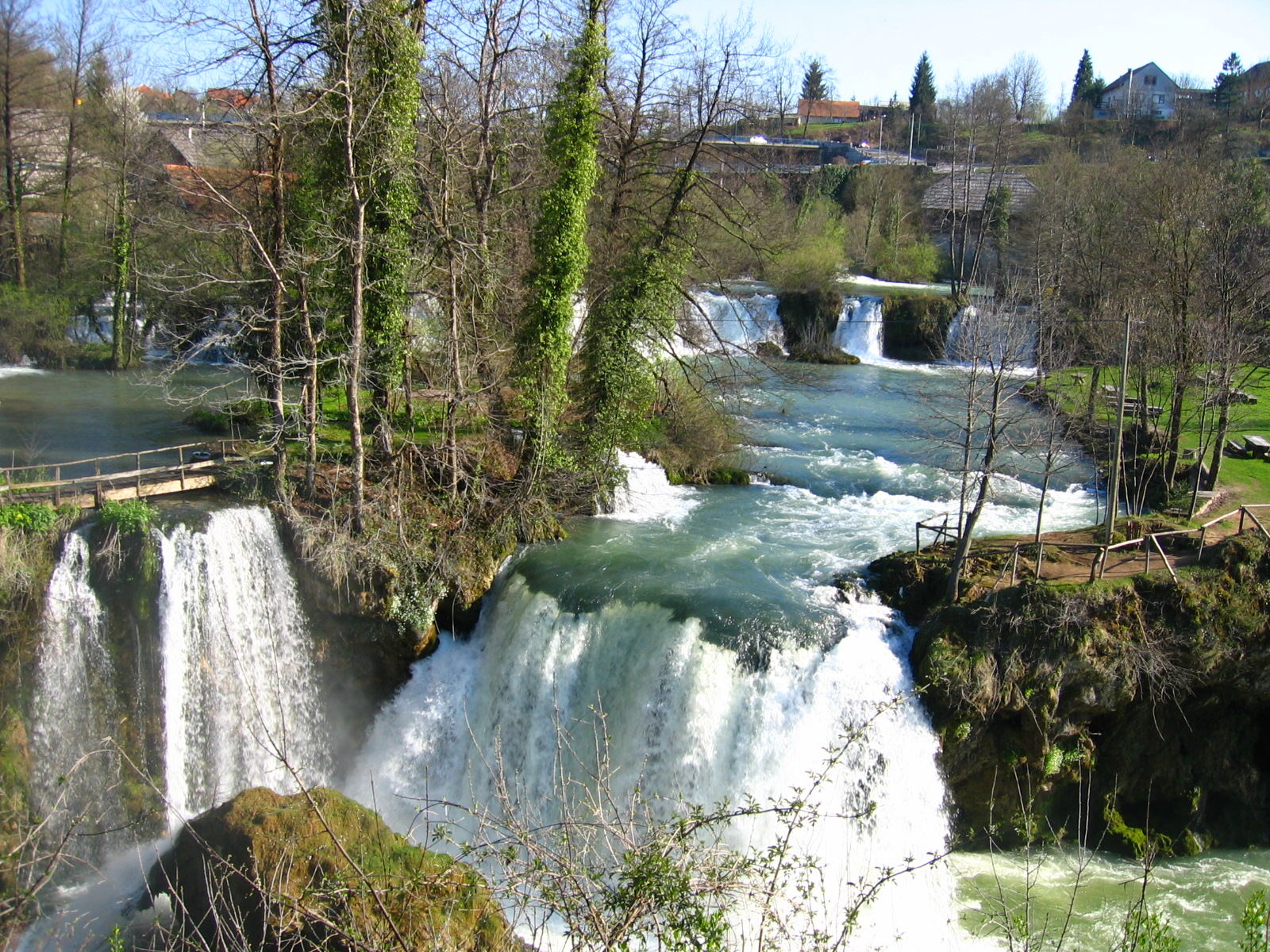
Chutes d’eau de Rastoke
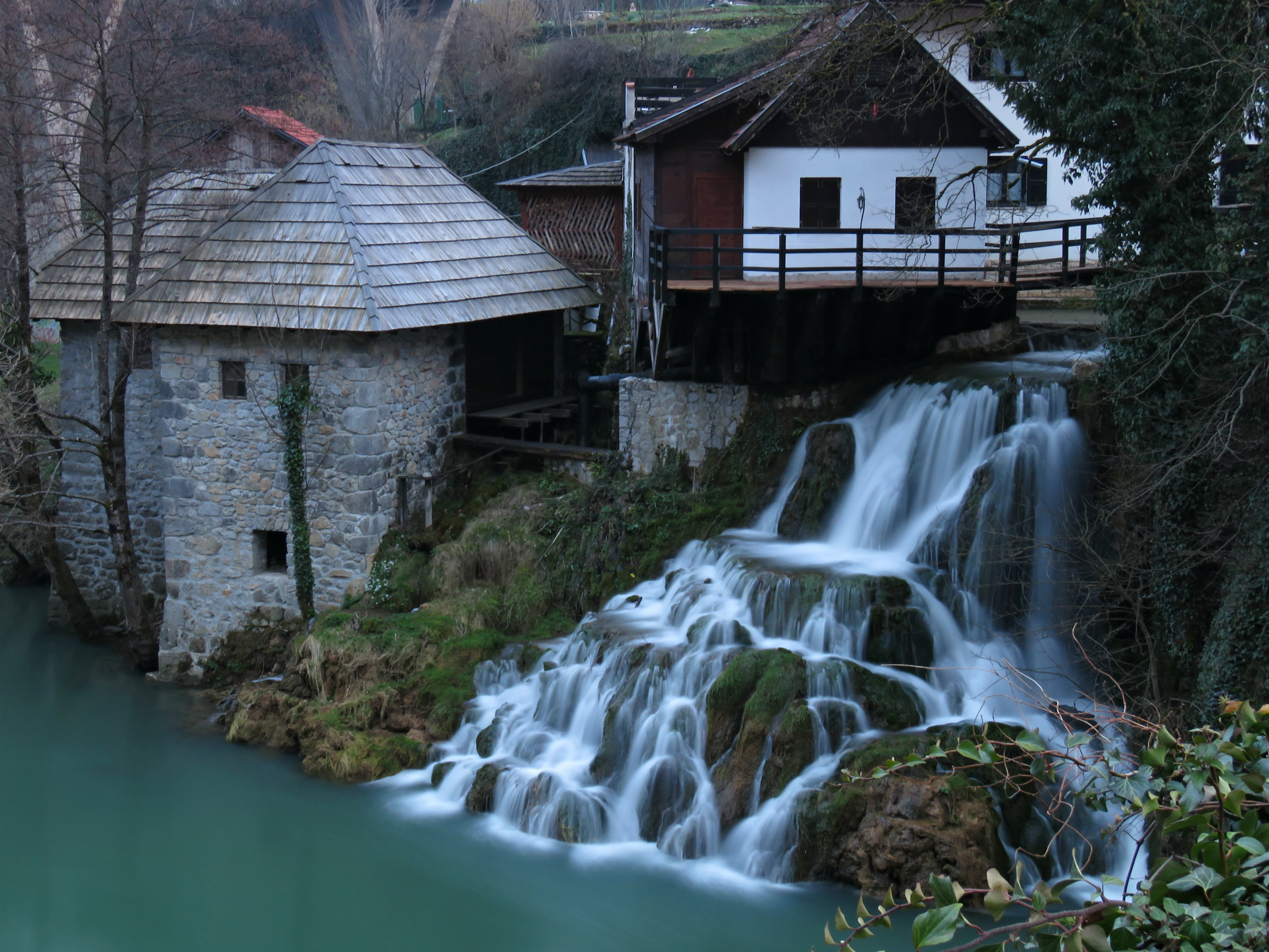
De même.

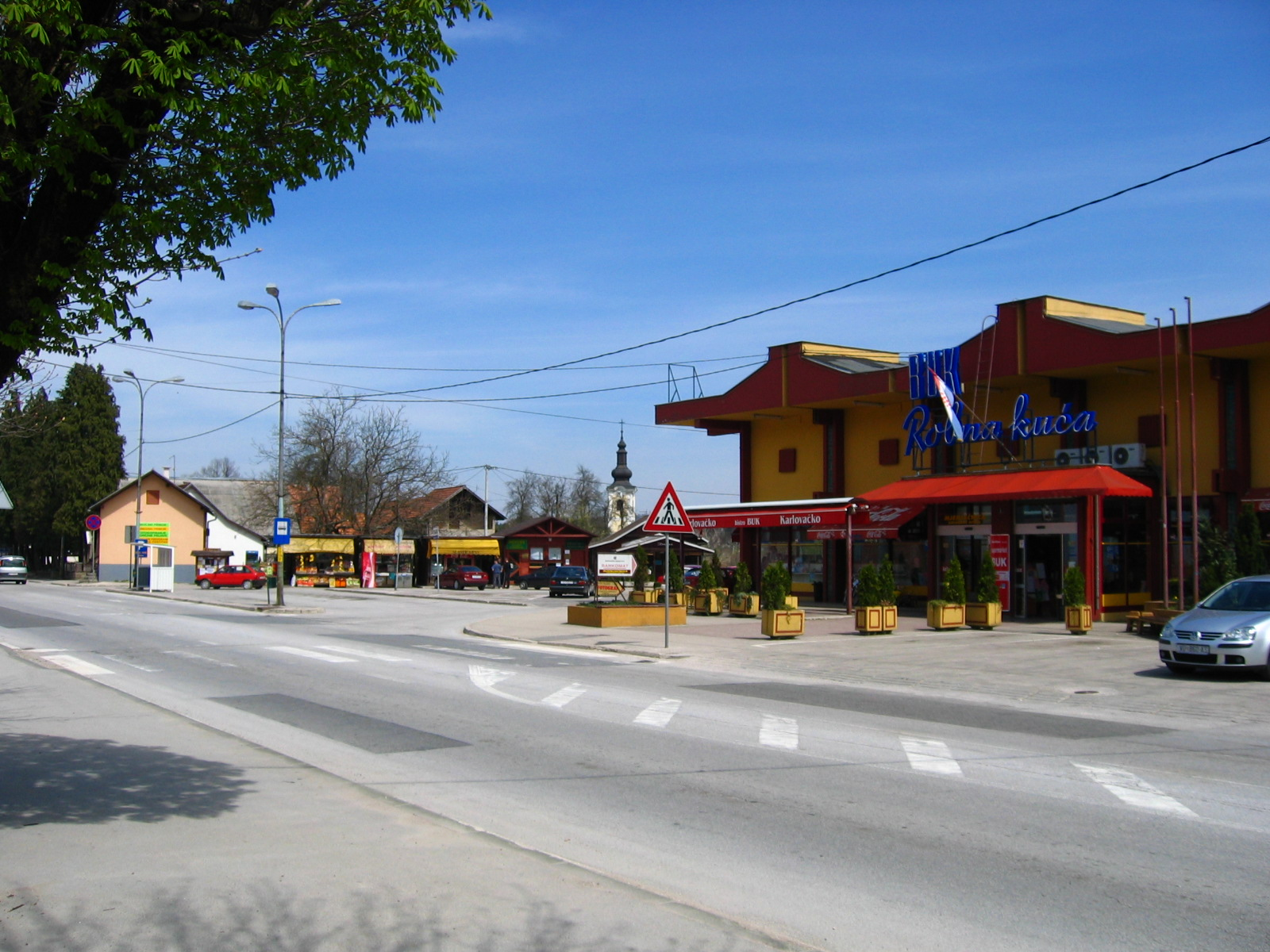
En face de l’entrepôt ‘’Buk’’
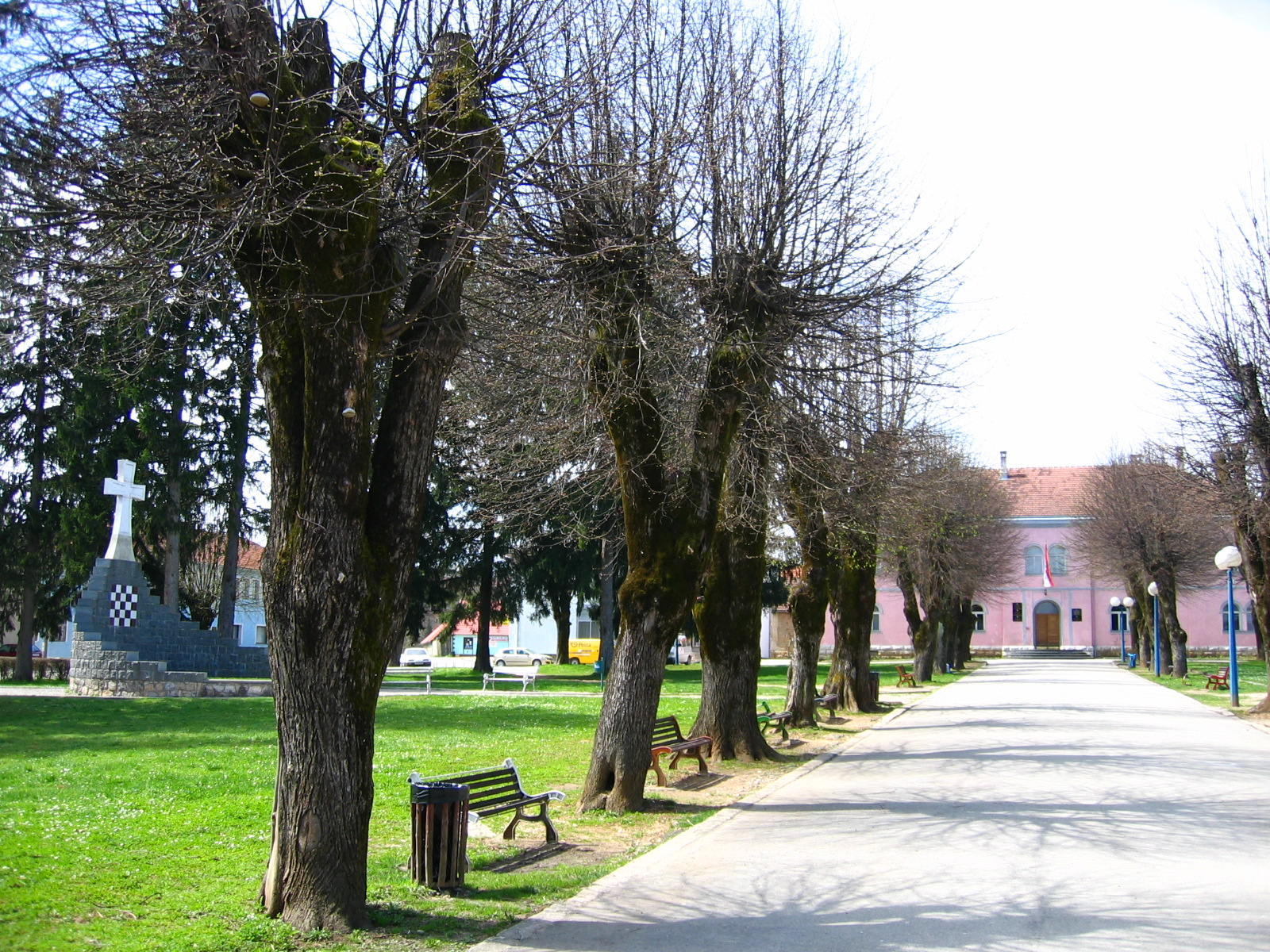
Parc dans le centre-ville
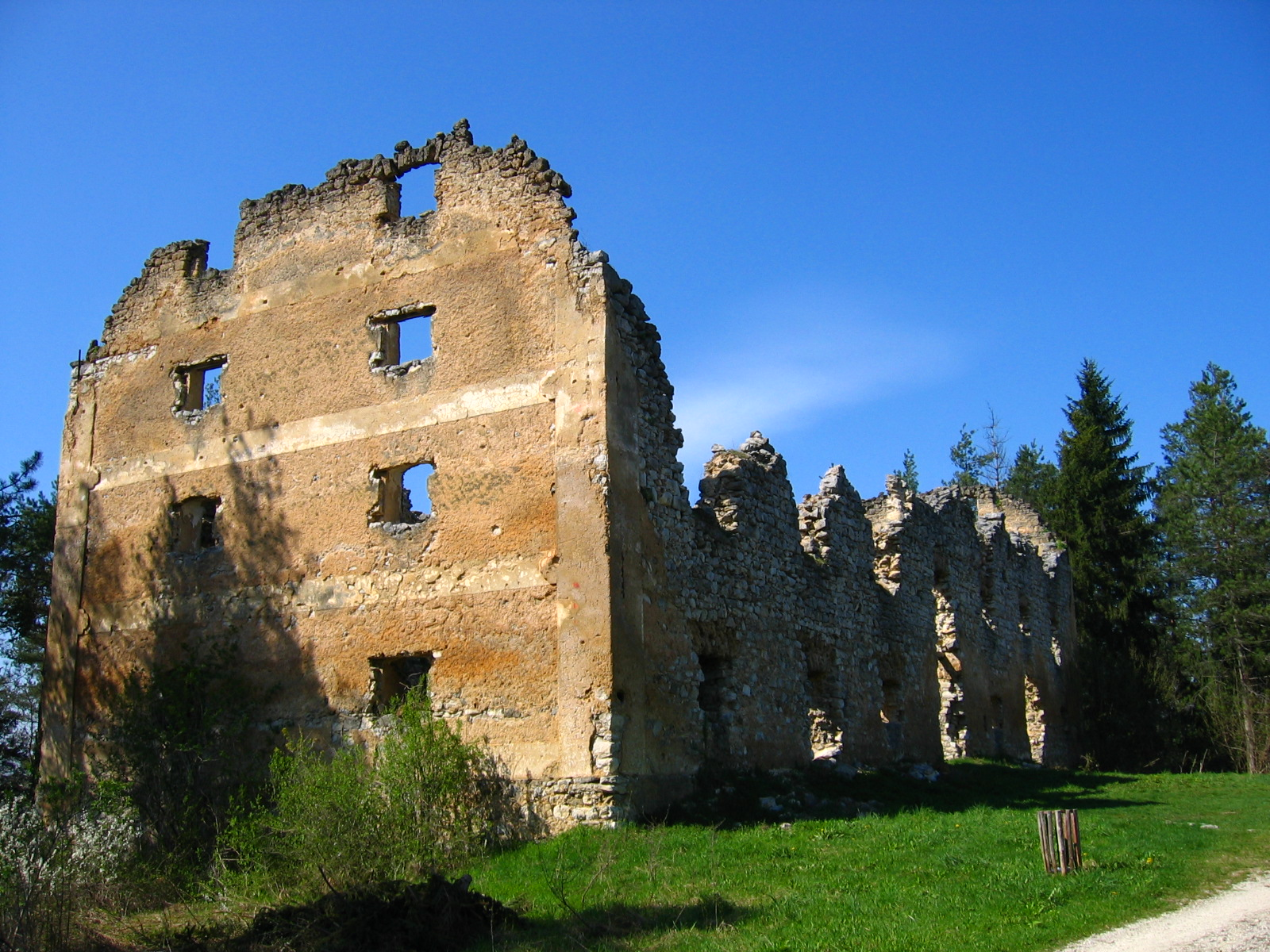
Hangar de l’époque napoléonienne
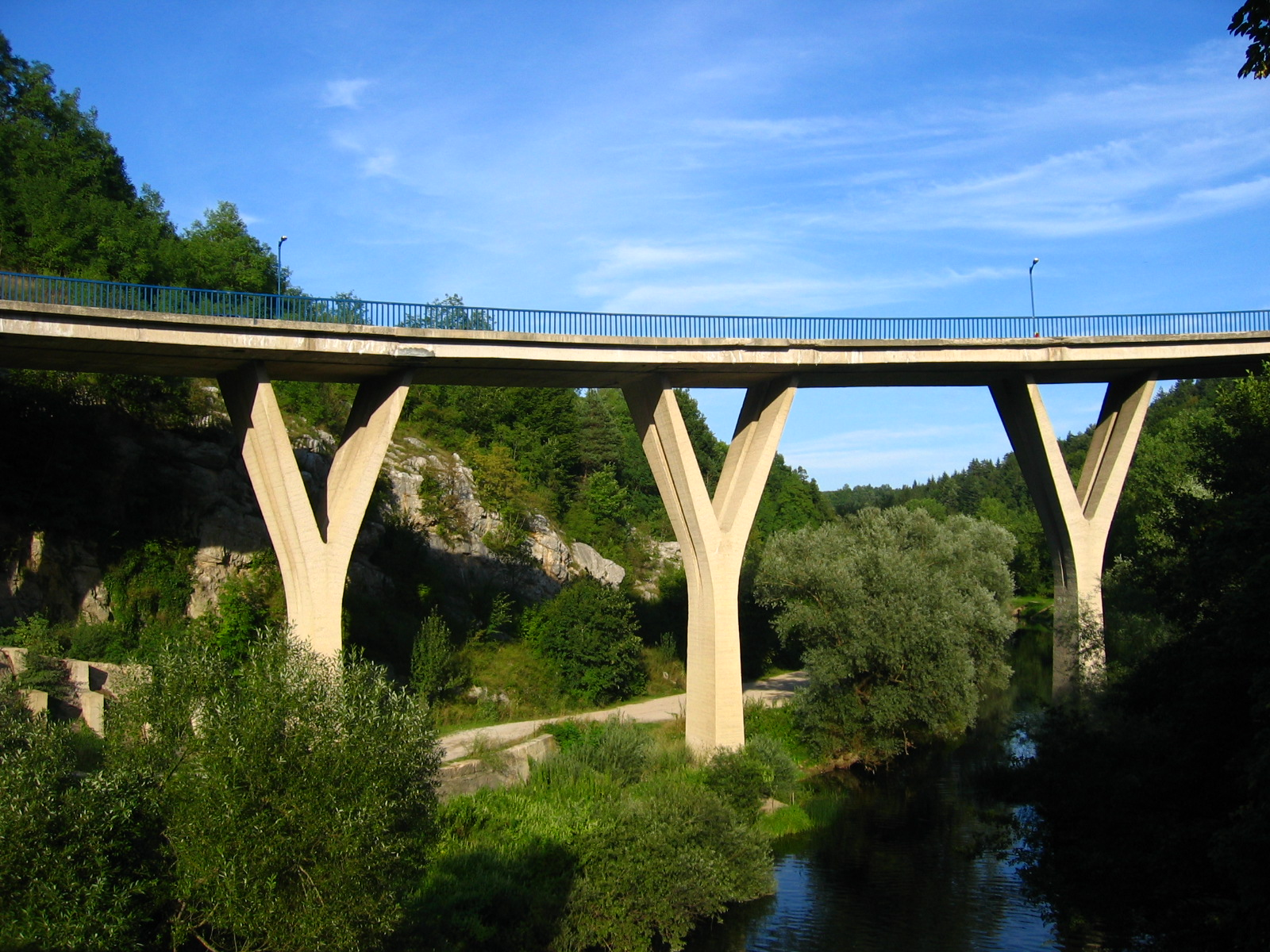
Pont routier de Slunj
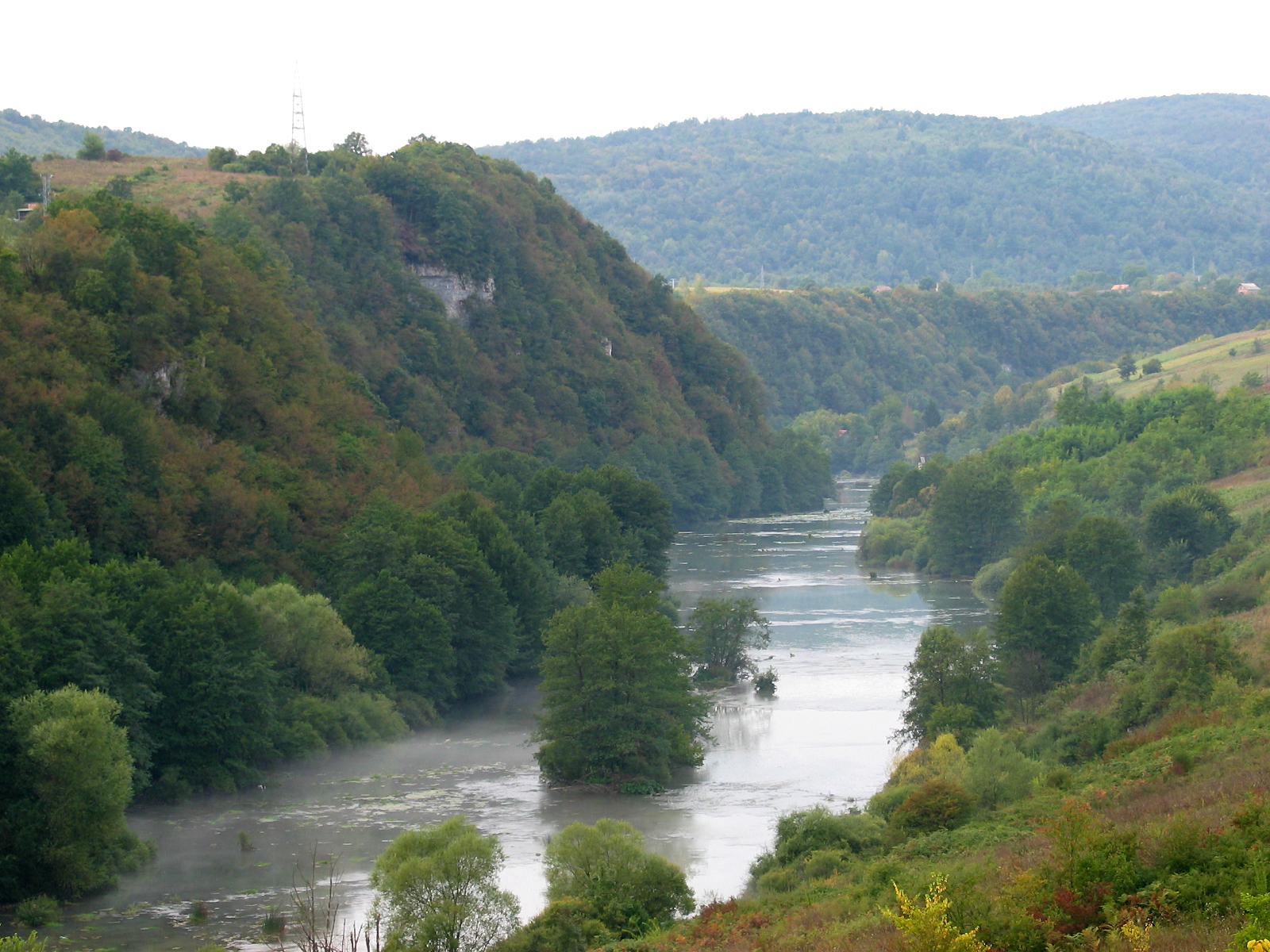
Canyon sur la Korana à Donje Taborište

## Localités
La municipalité de Slunj compte 67 localités :
| - Arapovac - Bandino Selo - Blagaj - Bukovac Perjasički - Crno Vrelo - Cvijanović Brdo - Cvitović - Čamerovac - Donja Glina - Donja Visočka - Donje Primišlje - Donje Taborište - Donji Cerovac - Donji Furjan - Donji Kremen - Donji Lađevac - Donji Nikšić - Donji Poloj - Donji Popovac - Dubrave - Glinsko Vrelo - Gornja Glina - Gornja Visočka | - Gornje Primišlje - Gornje Taborište - Gornji Cerovac - Gornji Furjan - Gornji Kremen - Gornji Lađevac - Gornji Nikšić - Gornji Popovac - Grobnik - Jame - Klanac Perjasički - Kosa - Kosijer Selo - Kutanja - Kuzma Perjasička - Lađevačko Selište - Lapovac - Lumbardenik - Mali Vuković - Marindolsko Brdo - Miljevac - Mjesto Primišlje - Novo Selo | - Pavlovac - Podmelnica - Polje - Rabinja - Rastoke - Salopek Luke - Sastavak - Slunj - Slunjčica - Snos - Sparednjak - Stojmerić - Šlivnjak - Točak - Tržić Primišljanski - Veljun - Veljunska Glina - Veljunski Ponorac - Videkić Selo - Zapoljak - Zečev Varoš |

## Jumelages
- Castel San Giovanni (Italie)